# Ivar Ekeland
Ivar Ekeland, né le 2 juillet 1944 à Paris, est un mathématicien français.

## Biographie
Ancien élève du lycée privé Sainte-Geneviève puis de l'École normale supérieure (1963-1967) et chargé de recherches au CNRS, il est docteur ès-sciences en 1970. Il enseigne les mathématiques et l'économie à l'université Paris-Dauphine, à l'École polytechnique, à l'École spéciale militaire de Saint-Cyr à l'Université de la Colombie-Britannique (UBC) à Vancouver, ainsi qu'à l'École normale supérieure (où son chargé de travaux dirigés était Cédric Villani).
Il fut vice-président de la Société mathématique de France de 1975 à 1981, président de l'Université Paris-Dauphine de 1989 à 1994, président du Conseil scientifique de l’École normale supérieure de 1991 à 1994, président du Conseil national des IUT et IUP de 1991 à 1994. 
En 2003, il a pris sa retraite de l'enseignement supérieur français, et il a accepté une Chaire de Recherche du Canada en économie mathématique à l'Université de Colombie Britannique (UBC). De 2003 à 2008, il a dirigé le Pacific Institute of Mathematical Sciences, et en 2011 il a pris sa retraite de UBC.
Lauréat du prix d'Alembert et du prix Jean-Rostand, il est aussi membre de la Société royale du Canada et de l'Academia Europea, membre étranger des Académies des sciences de Norvège, de Palestine et d'Autriche

## Travaux
Les travaux scientifiques d'Ivar Ekeland portent notamment sur la dynamique, la géométrie et les problèmes mathématiques liés à l'économie et à la gestion.
Dans Le Chaos, publié en 1995, il définit la théorie mathématique du même nom et s'interroge sur les possibilités de calculer les trajectoires d'un système chaotique. Ses travaux sur la théorie du chaos ont inspiré à Michael Crichton le personnage du docteur Ian Malcolm dans Jurassic Park,.
Le Chat au pays des nombres, accessible aux enfants dès l'âge de six ans, lui donne l'occasion d'expliquer aux plus jeunes le concept de l'infini tel que décrit par les mathématiciens David Hilbert (qu'il met d'ailleurs en scène dans le livre) et Georg Cantor.

## Politique
Ivar Ekeland est aussi président de l'AURDIP (Association des Universitaires pour le Respect du Droit International en Palestine), organisation française d’universitaires créée en liaison avec la Campagne Palestinienne pour le Boycott Académique et Culturel d’Israël (PACBI) et avec l’organisation britannique BRICUP.

## Publications

Ivar Ekeland a écrit des livres populaires sur la théorie du chaos et les fractales tel que l'ensemble de Julia (animation).

- 1974 :  La Théorie des jeux et ses applications à l'économie mathématique, Presses universitaires de France, Collection SUP. Le mathématicien 12, Paris.
- 1974 : (avec R. Temam) Analyse convexe et problèmes variationnels, Dunod et Gauthier-Villars, Paris
- (en) « Nonconvex minimization problems », Bulletin of the American Mathematical Society, vol. 1, no 3,‎ 1979, p. 443–474 (DOI 10.1090/S0273-0979-1979-14595-6, MR 526967, lire en ligne)
- 1984 : Le Calcul, l'imprévu, Les figures du temps de Kepler à Thom (Le Seuil, Points Sciences)  (ISBN 2020095572)
- 1991 : Au Hasard (Le Seuil, Points Sciences)  (ISBN 2020400642)
- 1995 : Le Chaos (Flammarion, Dominos)  (ISBN 2080351729)
- 1997 : Éléments d'économie mathématique (Hermann, méthodes)  (ISBN 270565853X)
- 2000 : Le Meilleur des mondes possibles (Le Seuil, Science ouverte)  (ISBN 2020283263)
- 2006 : Le Chaos (Le Pommier, Poche)  (ISBN 2746501597)
- 2006 : Le Chat au pays des nombres, (Le Pommier)  (ISBN 2-7465-0314-X)
- 2015 : Le Syndrome de la grenouille - L'économie et le climat (Odile Jacob)  (ISBN 2738133320)
- 2016 : Le Hasard, une approche mathématique, avec Étienne Lécroart, éd. Lombard, coll. La petite bédéthèque des savoirs)  (ISBN 978-2803637393)
- 2021 : Urgence climatique. Il est encore temps !, avec Étienne Lécroart , éd. Casterman. Prix "Lire l'Économie" spécial BD 2021[11]  (ISBN 978-2-203-22730-9).

### Articles
- « La théorie des catastrophes », La Recherche, n°81, septembre 1977, vol. 8, pp. 745-754